# Norops microlepis
Norops microlepis este o specie de șopârle din genul Norops, familia Polychrotidae, descrisă de Álvarez Del Toro și Smith 1956. Conform Catalogue of Life specia Norops microlepis nu are subspecii cunoscute.